# Мидуей (Юта)
 Тази статия е за града в САЩ.  За островите вижте Мидуей.  
Мидуей (на английски: Midway) е град в окръг Уасач, щата Юта, САЩ. Мидуей е с население от 2121 жители (2000) и обща площ от 8,7 km². Намира се на 1702 m надморска височина. ЗИП кодът му е 84049, а телефонният му код е 435.